# Doug Clifford
Doug "Cosmo" Clifford, född 24 april 1945 i Palo Alto, Kalifornien, är en amerikansk trummis. Clifford var trummis i rockgruppen Creedence Clearwater Revival åren 1967–1972, han spelade även vid några tillfällen bas. Efter att ha lämnat bandet gav han 1972 ut soloalbumet Cosmo. På 1990-talet startade han tillsammans med CCR:s forne basist Stu Cook Creedence Clearwater Revisited.